# Holland-Amerika Lijn
De Holland-Amerika Lijn (HAL; Engels: Holland America Line) is een cruisemaatschappij en een dochteronderneming van Carnival Corporation & plc, de grootste cruisevaartonderneming ter wereld. Het bedrijf is gevestigd in de Amerikaanse stad Seattle.
De Holland-Amerika Lijn was van oorsprong een Nederlandse maatschappij die een scheepvaartverbinding onderhield tussen Nederland en de Verenigde Staten. Het bedrijf had als thuisbasis de haven van Rotterdam. In 1989 werd de maatschappij overgenomen door het Amerikaanse Carnival Corporation & plc. Met het door de verkoop verkregen kapitaal werd de beleggingsmaatschappij HAL Investments gestart.

## Ontstaan

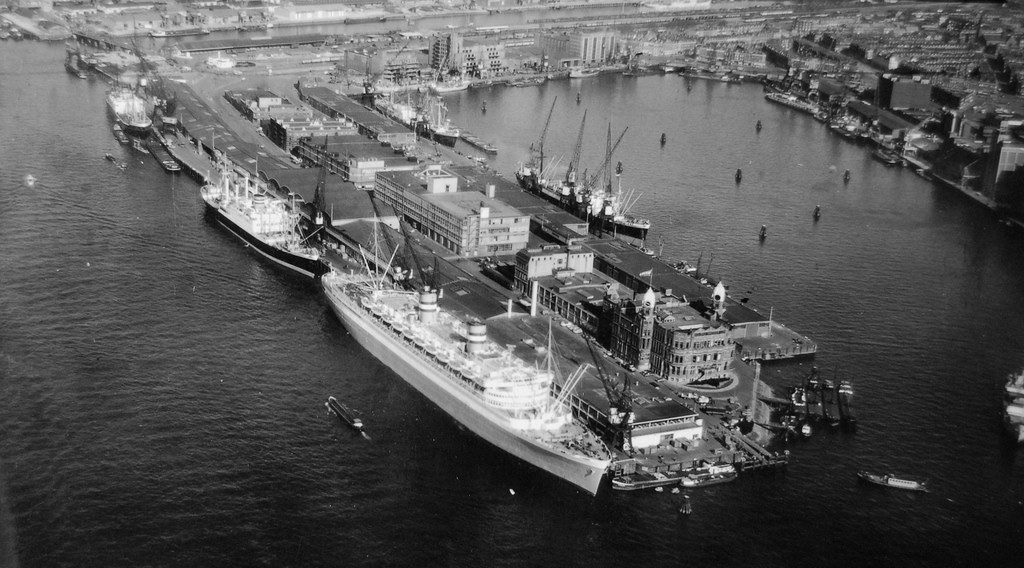
Hoofdkantoor te Rotterdam van de Holland-Amerika Lijn (1959)

In 1871 werd de vennootschap Plate, Reuchlin & Co opgericht door Antoine Plate F. jn en Jhr. Otto Reuchlin, met als doel een rechtstreekse verbinding met Amerika, uitgevoerd met stoomschepen. In 1873 werd Plate, Reuchlin & Co omgezet in de NV Nederlandsch-Amerikaansche Stoomvaart-Maatschappij (NASM). Vlak hierna, in 1875, werd de Nieuwe Waterweg geopend, waardoor Rotterdam een belangrijke Europese haven kon worden. In deze periode werd New York een vaste bestemming. Omdat in het spraakgebruik de naam 'Holland-Amerika Lijn' (HAL) gebruikelijk was geworden, voegde de NASM deze naam op 15 juni 1896 aan haar statutaire naam toe, zodat de vennootschap sindsdien officieel NV Nederlandsch-Amerikaanse Stoomvaart-Maatschappij 'Holland-Amerika Lijn'  heet, kortweg HAL. In 1973 werd de naam ingekort tot Holland Amerika Lijn NV, vanaf dat moment zonder streepje tussen Holland en Amerika.

## Activiteiten

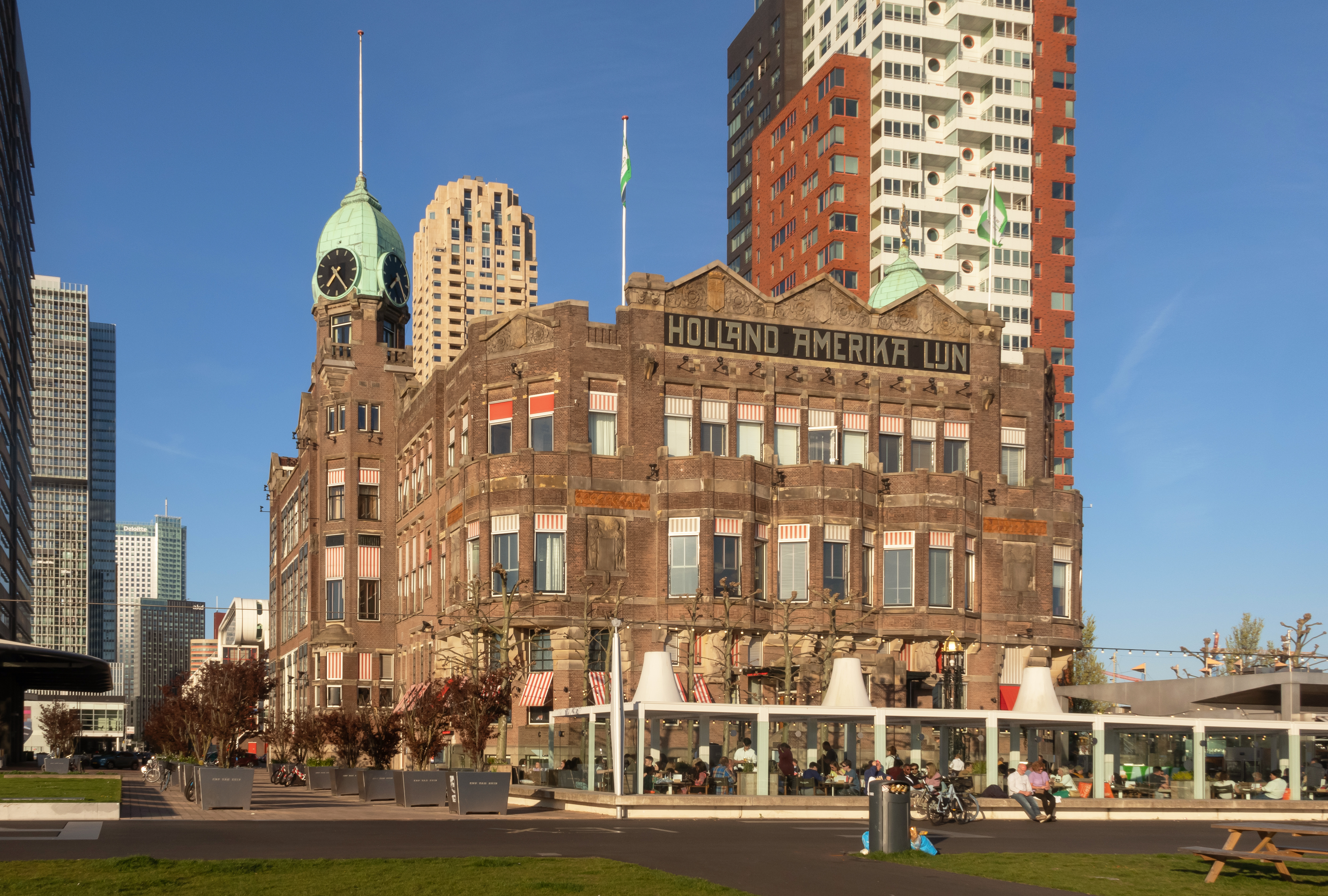
Voormalig hoofdkantoor van HAL, thans Hotel New York

De trans-Atlantische verbinding Rotterdam-New York bestond van 1873 tot 1978, en speelde een grote rol in de landverhuizingen van Europa naar Amerika. De maatschappij bediende ook vrachtlijnen, maar als bijzaak. De maatschappij had in de haven van Rotterdam een kolentip om steenkool op de stoomschepen te laden. Door de toenemende concurrentie van het vliegtuig op de trans-Atlantische route, werden de passagiersschepen meer en meer voor de cruisevaart benut. Op 8 november 1971 verliet de Nieuw Amsterdam (II) Rotterdam voor de allerlaatste oversteek. In 1975 werd de divisie Transport (de vrachtschepen) verkocht en ging men zich steeds meer concentreren op de cruisevaart.

## Verplaatsing naar Amerika
De zetel van het passagiersbedrijf was in 1971 al overgeplaatst naar New York. In 1978 werd het hoofdkantoor verplaatst naar Stamford (Connecticut). In 1983 verhuisden beide kantoren naar Seattle (Washington) aan de Amerikaanse westkust, waar al het kantoor van het in 1971 overgenomen Westours Inc. was gevestigd. Op 1 mei 1984 stond het karakteristieke kantoor op de Wilhelminakade te koop: het huidige Hotel New York. De afkorting HAL kreeg een Engelstalige invulling: Holland America Line.

## Onderdeel van Carnival
In 1989 werd Holland America Line Inc. ingelijfd bij Carnival Corporation & plc in Miami, 's werelds grootste cruise-consortium waartoe vele rederijen behoren. De Nederlandse oorsprong leeft door in het bekende logo, dat het zeilschip De Halve Maen afbeeldt (het schip waarmee Henry Hudson in 1609 Manhattan ontdekte) met op de achtergrond de boeg van de Nieuw Amsterdam (II), het bekendste schip van HAL.
Sinds een aantal jaren varen de schepen weer onder Nederlandse vlag, ook heeft men in Rotterdam het vlootkantoor staan omdat men nog steeds overwegend met Nederlandse officieren vaart. Ook is Rotterdam steeds vaker aanloophaven tijdens de cruises die HAL-schepen tijdens de zomermaanden in West-Europa maken. Op 28 februari 2007 opende HAL zijn Europese hoofdkantoor in Rotterdam in kantoor- en woontoren Montevideo, schuin achter het voormalige hoofdkantoor op de Wilhelminapier op de Kop van Zuid, na 36 jaar afwezigheid in deze stad.

## Vloot

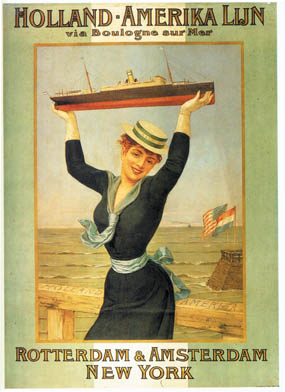
Affiche uit 1898

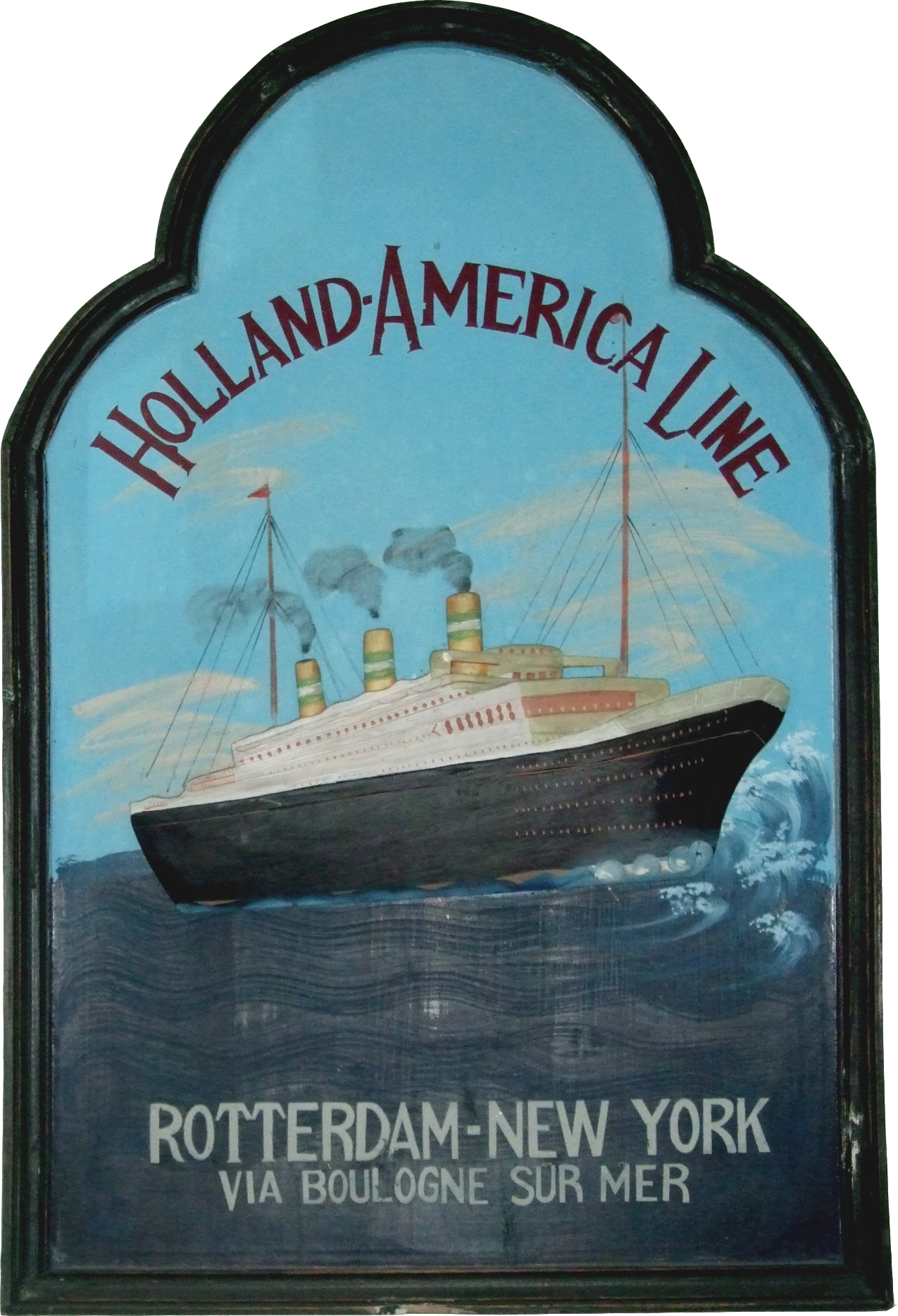
Reclamepaneel (ca. 1950)

Alle schepen van HAL met periode dat het schip in dienst was.
Er zijn in totaal 173 schepen ooit gebouwd.

### Gebouwd voor Plate, Reuchlin & Co
- Rotterdam (I) 1873-1883
- Maas / Maasdam (I) 1873-1883 / 1883-1884

### Gebouwd voor de NV Nederlandsch-Amerikaansche Stoomvaart-Maatschappij (NASM)
- W.A. Scholten 1874-1887
- P. Caland 1874-1897
- Schiedam 1877-1897
- Amsterdam (I) 1880-1884
- Edam (I) 1881-1882
- Leerdam (I) 1882-1889
- Zaandam (I) 1882-1897
- Edam (II) 1883-1895
- Rotterdam (II) / Edam (III) 1886-1895 / 1895-1899
- Amsterdam (II) 1887-1905
- Veendam (I) 1888-1898
- Obdam 1889-1898
- Werkendam 1889-1900
- Maasdam (II) 1889-1902
- Spaarndam (I) 1890-1901
- Didam 1891-1895
- Dubbeldam 1891-1895

### Gebouwd voor Holland-Amerika Lijn (HAL)
- Rotterdam (III) 1897-1906
- Statendam (I) 1898-1910
- Potsdam 1900-1915
- Soestdyk (I) 1901-1923
- Ryndam (I) 1901-1929
- Amsteldyk (I)1901-1924
- Sloterdyk (I) 1902-1924
- Noordam (I) 1902-1928
- Nieuw Amsterdam (I) 1906-1932
- Rotterdam (IV) 1908-1940
- Andyk (I) 1909-1930
- Maartensdyk 1909-1923
- Gorredyk (I) 1909-1923
- Zijldyk 1909-1928
- Sommelsdyk (I) 1909-1910
- Zaandyk (I) 1909-1917
- Sommelsdyk (II) 1912-1930
- Zuiderdyk 1912-1922
- Noorderdyk (I) 1913-1917
- Oosterdyk 1913-1918
- Westerdyk 1913-1933
- Veendyk 1914-1933
- Waaldyk 1914-1929
- Maasdyk 1915-1922
- Eemdyk (I) 1915
- Poeldyk (I) 1915-1928
- Blommersdyk (I) 1916
- Beukelsdyk 1916-1923
- IJsseldyk 1916-1926
- Statendam (II) (Justicia) 1917
- Schiedyk (I) 1917-1926
- Zaandyk (II) 1918-1923
- Noorderdyk (II) 1918-1931
- Stadsdyk 1920-1932
- Moerdyk (II) 1920-1933
- Kinderdyk (I) 1920-1933
- Eemdyk (II) 1920-1933
- Vechtdyk 1920-1933
- Warszawa 1920-1926
- Burgerdyk 1921-1940
- Maasdam (III) 1921-1941
- Edam (IV) 1921-1954
- Leerdam (II) 1921-1953
- Blijdendyk (I) 1921-1930
- Binnendyk 1921-1939
- Dinteldyk (I) 1922-1944
- Boschdyk 1922-1942
- Breedyk 1922-1942
- Spaarndam (II) 1922-1939
- Volendam (I) 1922-1952
- Gaasterdyk (I) 1922-1931
- Bilderdyk (I) 1922-1940
- Beemsterdyk 1922-1941
- Grootendyk 1923-1931
- Drechtdyk 1923-1940
- Veendam (II) 1923-1953
- Statendam (III) 1929-1940
- Delftdyk 1929-1952
- Dongedyk 1952-1966
- Damsterdyk 1930-1949
- Dalerdyk 1949-1963
- Nieuw Amsterdam (II) 1938-1974
- Noordam (II) 1938-1963
- Zaandam 1939-1942
- Westernland 1939-1943
- Pennland 1939-1941
- Sommelsdyk (III) 1939-1965
- Sloterdyk (II) 1940-1966
- Westerdam (I) 1946-1964
- Zuiderdam (I) tijdens bouw onherstelbaar beschadigd
- Philip Wouwerman 1943-1946
- Van der Capelle 1943-1946
- Fort Orange / Blijdendyk (II) 1944-1947 / 1947-1957
- Duyvendyk 1946-1959
- Andijk 1946-1969
- Eemdyk (III) 1946-1960
- Amsteldyk (II) 1946-1967
- Arkeldyk 1946-1966
- Aalsdyk 1946-1960
- Averdijk 1946-1967
- Abbedyk 1947-1961
- Axeldyk 1947-1963
- Aardyk 1947-1962
- Arnedyk 1947-1962
- Alblasserdyk 1948-1966
- Arendsdyk 1948-1961
- Soestdyk (II) 1948-1967
- Akkrumdyk 1948-1963
- Almdyk 1949-1960
- Schiedyk (II) 1949-1968
- Aagtedyk 1950-1963
- Diemerdyk 1950-1968
- Ryndam (II) 1951-1972
- Maasdam (IV) 1952-1968
- Appingedyk 1953-1962
- Seven Seas 1955-1966
- Kinderdyk (II) 1956-1970
- Statendam (IV) 1957-1983
- Dinteldyk (II) 1957-1970
- Kloosterdyk 1957-1970
- Kerkedyk 1958-1970
- Kamperdyk 1959-1972
- Rotterdam (V) 1959-1997
- Korendyk 1960-1972
- Gaasterdyk (II) 1960-1975
- Moerdyk 1965-1973
- Bilderdijk 1972-
- Veendam (III) 1973-1984
- Prinsendam (I) 1973-1980
- Nieuw Amsterdam (III) 1983-2003
- Noordam (III) 1984-2004
- Westerdam (II) 1988-2002
- Ptarmigan excursieschip, 1989-1997
- Statendam (V) 1992-2015
- Ryndam (III) 1994-2015
- Prinsendam (II) 2002-2019

### Aangekocht door de Staat der Nederlanden en in beheer gegeven aan de Holland-Amerika Lijn
- Groote Beer 1947-1963
- Waterman 1952-1963

### Huidige vloot
De huidige vloot bestaat uit elf schepen:
- R-Klasse:
  - Volendam (III) 1999-
  - Zaandam (III) 2000-
- Vista-Klasse:
  - Zuiderdam (II) 2002-
  - Oosterdam 2003-
  - Westerdam (III) 2004-
  - Noordam (IV) 2006-
- Signature-Klasse (86.000 brt):
  - Eurodam 2008-
  - Nieuw Amsterdam 2010-
- Pinnacle-Klasse (99.500 brt):
  - Koningsdam 2016-
  - Nieuw Statendam 2018-
  - Rotterdam 2021-

## Varia
- Johan George Reuchlin, directeur van HAL, was een van de drie Nederlanders op de RMS Titanic die op 15 april 1912 verging. Reuchlin, die meevoer op uitnodiging van de directie van de White Star Line, overleefde de ramp niet, evenmin als de twee andere Nederlanders Hendrik Bolhuis en Wessel van der Brugge.
- Willem van der Hoeven (1823-1885) was van 1873 - 1884 de eerste directeur van de Nederlands-Amerikaanse Stoomvaart Maatschappij.
- Voor de "Oranje Lijn" verzorgde HAL vanaf 1960 de passagiersafhandeling. De "Oranje Lijn" had tien vrachtschepen en drie passagiersschepen (Prinses Margriet, Prinses Irene en Prins Willem van Oranje).
- De Nederlandse HAL verkocht haar schepen en naam aan de multinational Carnival Corporation & pcl, en ging verder met de opbrengst als zeer succesvolle beleggingsmaatschappij (onder de naam HAL) die statutair op de Bahama's gevestigd is. De familie Van der Vorm is nog steeds grootaandeelhouder en de voorzitter is Martijn van der Vorm. Willy van der Vorm is een oud-directeur van de Holland-Amerika Lijn.
- Holland America Lijn, kortweg HAL, is tevens de naam van een Nederlandstalig muziekproject van Jack Poels en Leon Giesen.